# Victoire du producteur de spectacles
 (avril 2025).
Si vous disposez d'ouvrages ou d'articles de référence ou si vous connaissez des sites web de qualité traitant du thème abordé ici, merci de compléter l'article en donnant les références utiles à sa vérifiabilité et en les liant à la section « Notes et références ».
La Victoire du producteur de spectacles de l'année est une ancienne récompense musicale française décernée annuellement lors des Victoires de la musique de 1992 à 1996. Elle venait primer le meilleur producteur de spectacles selon les critères d'un collège de professionnels.

## Palmarès
- 1992 : Jean-Claude Camus
- 1993 : Gilbert Coullier
- 1994 : L'Olympia
- 1995 : Corida
- 1996 : Jules Frutos, Hélène Rol et Dominique Revert